# Embriogénese humana

Estágios iniciais da embriogénese humana

A embriogénese humana ou desenvolvimento embrionário humano é o processo de divisões celulares e diferenciação celular do embrião que ocorre durante as etapas iniciais do desenvolvimento humano. Em termos biológicos, o desenvolvimento humano envolve o crescimento a partir duma só célula, o zigoto até à formação de um ser humano adulto. A fecundação ocorre quando o espermatozoide é bem sucedido e se funde com um óvulo. O material genético do espermatozoide e do óvulo é combinado formando uma única célula chamada zigoto e, assim, começa o estágio germinal do desenvolvimento pré-natal. A embriogénese dura as primeiras oito semanas do desenvolvimento; ao principio da nona semana o embrião é já denominado feto.
A embriologia humana é o estudo deste desenvolvimento durante as primeiras oito semanas depois da fecundação. O período normal de gestação (gravidez) é de nove meses ou 38 semanas.
O estagio germinal refere-se ao tempo que decorre desde a fecundação e ao longo do desenvolvimento inicial do embrião até se dar por completa a nidação no útero. O estágio germinal leva cerca de 10 dias. Durante este estagio, o zigoto começa a dividir-se, num processo chamado clivagem. Completa a evolução do blastocisto dá-se então a sua nidação no endométrio. A embriogénese continua com a seguinte fase chamada gastrulação, na qual se formam as três camadas germinativas do embrião num processo chamado histogénese; a estes seguem-se os processos de neurulação e organogénese.
Em comparação com o embrião, o feto possui características externas mais reconhecíveis e um conjunto mais completo de órgãos em desenvolvimento. O processo completo de embriogénese envolve alterações espaciais e temporais coordenados na expressão genética, crescimento celular e diferenciação celular. Um processo quase idêntico ocorre noutras espécies, especialmente em cordados (ver embriogénese).

## Fase germinal

### Fecundação
A fecundação ocorre quando o espermatozoide consegue entrar no óvulo, fundindo os dois conjuntos de material genético haplóide carregados por ambas as gametas, dando origem a um zigoto (uma única célula diplóide). Isto geralmente ocorre na ampola das trompas de Falópio. O zigoto contém o material genético combinado do pai e da mãe, que consiste em 23 cromossomas do núcleo do óvulo e outros 24 núcleos do espermatozoide, tendo, portanto, 23 pares de cromossomas. Os 46 cromossomas sofrem alterações antes da divisão mitótica, conduzindo à formação dum embrião de duas células.
Para que a fecundação seja bem sucedida, dar-se-ão três processos, que também actuam como controlos para assegurar a especificidade da espécie (só se podem fecundar as gametas da mesma espécie, humana neste caso). O primeiro processo é a quimiotaxia, que direcciona o movimento do espermatozoide para o óvulo. Em segundo lugar, há compatibilidade adesiva entre o espermatozoide e o óvulo. Uma vez que o espermatozoide se aderiu ao óvulo, ocorre o terceiro processo, que é a reacção acrossómica; a parte frontal do espermatozoide apresenta um acrossoma, que contém enzimas com capacidade de digerir e degradar a zona pelúcida que rodeia o óvulo e, portanto, permite a entrada do espermatozoide. A entrada do espermatozoide causa uma libertação de iões de cálcio, que bloqueiam a entrada de mais espermatozoides. Uma reação paralela ocorre no óvulo, chamada reacção zonal ou cortical. Esta libera grânulos corticais que libertam enzimas digestivas que digerem as proteínas receptoras do espermatozoide, evitando assim a poliespermia. Os grânulos também se fundem com a membrana plasmática e modificam a zona pelúcida de maneira a que a entrada de mais espermatozoides seja obstada.

### Segmentação

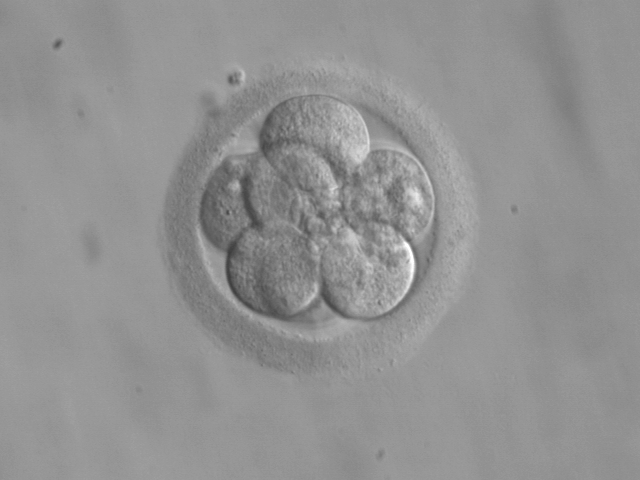
Embrião de 8 células, 3 dias após a fecundação dentro da zona pelúcida.

O início do processo de segmentação ou clivagem do embrião ocorre quando o zigoto se divide por mitose em duas células. A mitose continua e estas duas primeiras células dividem-se em quatro, depois em oito e assim sucessivamente. Cada divisão demora 12 a 24 horas. O zigoto é grande em comparação com qualquer outra célula e sofre segmentação sem aumentar de tamanho, ou seja, a célula não cresce, aumentando o seu citoplasma e dividindo-se depois como é habitual, mas o embrião nestas fases mantém o tamanho que o zigoto tinha, mas dividindo-se em células cada vez mais pequenas. Isto significa que a cada subdivisão sucessiva a proporção de material nuclear em relação ao material citoplasmático aumenta. Inicialmente, as células em divisão, denominadas blastómeros (do grego blastos, rebento), não são diferenciadas e são agregados para formar uma esfera encerrada dentro da zona pelúcida (a membrana ou glicoproteína que envolve o ovo). Uma vez formados oito blastómeros, começam a desenvolver-se neles junções comunicantes o que lhes permite desenvolver-se de forma integrada e coordenar as suas respostas a sinais fisiológicos e estímulos ambientais.
Quando o número de células é cerca de dezasseis, a esfera sólida de células dentro da zona pelúcida é designada por mórula  Nesta fase, as células começam a unir-se firmemente num processo chamado compressão, e a segmentação continua como diferenciação celular.

### Blastulação

Blastocisto com a massa celular interna e o trofoblasto.

A segmentação é a primeira etapa da blastulação, que é o processo de formação do blastocisto. As células diferenciam-se numa camada externa de células (denominada trofoblasto) e numa massa celular interna. À medida que ocorre mais compactação, os blastómeros externos individuais, denominados trofoblastos, tornam-se indistinguíveis e ainda se encontram dentro da zona pelúcida. Esta compactação serve para tornar a estrutura impermeável à água, uma vez que as células irão posteriormente segregar fluidos. A massa celular interna diferencia-se em embrioblastos e polariza-se numa extremidade. Estão unidas por junções comunicantes para facilitar a comunicação celular. Esta polarização deixa uma cavidade, a blastocele, criando uma estrutura agora chamada de blastocisto. (Nos animais não mamíferos, é designado por blástula). Os trofoblastos segregam fluido para a blastocele. Nesta altura, o blastocisto aumentou de tamanho, fazendo com que se rompa (ou "ecloda") através da zona pelúcida, que se desintegra.
A massa celular interna dará origem ao embrião propriamente dito, ao âmnio, ao saco vitelínico ou saco vitelínico e ao alantoide, enquanto a parte fetal da placenta dará origem ao embrião propriamente dito. O embrião, juntamente com as suas membranas é designado por conceptus e, nesta fase, o concepto encontra-se no útero. A zona pelúcida acaba por desaparecer completamente, e as células trofoblásticas agora expostas permitem que o blastocisto adira ao endométrio uterino, onde será implantado.
A formação do hipoblasto e do epiblasto, que são as duas camadas principais do disco germinativo bilaminar, ocorre no início da segunda semana. O embrioblasto das células internas e o trofoblasto das células externas vão transformar-se em duas subcamadas.  As células internas tornam-se a camada do hipoblasto que irá envolver outra camada denominada epiblasto, e estas camadas formarão o disco embrionário no qual o embrião se irá desenvolver. O trofoblasto desenvolve também duas subcamadas: o citotrofoblasto, que é oposto ao sinciciotrofoblasto, que se localiza dentro do endométrio. De seguida, surge outra camada denominada membrana exocelómica, que irá envolver o citotrofoblasto e o saco vitelínico primitivo.  O sinciciotrofoblasto cresce e entra numa fase denominada estádio lacunar, na qual aparecem alguns vacúolos, que são encherão de sangue nos dias seguintes.  O desenvolvimento do saco vitelínico começa com as células planas hipoblásticas que formam a membrana exocelómica, que vai cobrir a parte interna do citotrofoblasto para formar o saco vitelínico primitivo. Uma erosão do revestimento endotelial dos capilares maternos será formada pelas células sinciciotrofoblásticas dos sinusóides, onde o sangue começará a penetrar e a fluir através do trofoblasto para dar origem à circulação útero-placentária. De seguida, estabelecem-se novas células derivadas do saco vitelínico entre o trofoblasto e a membrana exocelómica, que darão origem ao mesoderme extraembrionário, que formará a cavidade coriónica.
No final da segunda semana de desenvolvimento, algumas células trofoblásticas penetram e formam colunas arredondadas no sinciotrofoblasto. Estas colunas são conhecidas por vilosidades primárias (vilosidades). Ao mesmo tempo, outras células migratórias formam na cavidade exocelómica, uma nova cavidade denominada saco vitelínico secundário ou definitivo, de menor tamanho que o saco vitelínico primitivo. 

### Implantação

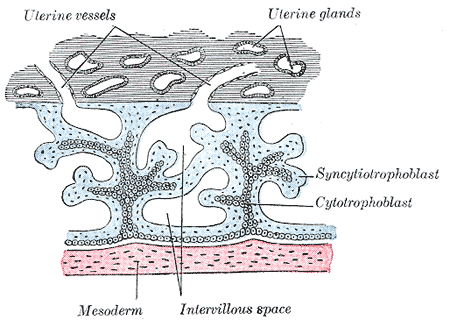
Diferenciação do trofoblasto

Após a ovulação, o revestimento endometrial transforma-se num revestimento secretor em preparação para uma possível implantação do embrião. O revestimento endometrial engrossa, as suas glândulas secretoras alongam-se e a sua vascularização aumenta. Este revestimento da cavidade uterina é designado por decídua e produz um grande número de células deciduais no seu tecido interglandular aumentado. O trofoblasto diferencia-se então numa camada interna, o citotrofoblasto, e numa camada externa, o sinciciotrofoblasto. O citotrofoblasto contém células epiteliais cuboidais, cada uma delimitada pela sua própria membrana, que são a fonte das células em divisão, e o sinciciotrofoblasto é uma camada sem limites celulares individuais (um sincício).
O sinciciotrofoblasto implanta o blastocisto no epitélio decidual através de projecções de vilosidades coriónicas que formam a parte embrionária da placenta. A placenta desenvolve-se quando o blastocisto se implanta e liga o embrião à parede uterina. A decídua aqui é chamada de decídua basal e está localizada entre o blastocisto e o miométrio e forma a parte materna da placenta. Enzimas hidrolíticas que corroem o epitélio auxiliam a implantação. O sinciciotrofoblasto produz também a hormona gonadotrofina coriónica humana (hCG), que estimula a libertação de progesterona no corpo lúteo. A progesterona faz com que o útero gere um revestimento espesso de vasos sanguíneos e capilares para que estes possam oxigenar e sustentar o embrião em desenvolvimento. O útero liberta açúcares do glicogénio armazenado nas suas células para nutrir o embrião. As vilosidades começam a ramificar-se e a conter vasos sanguíneos do embrião. Outras vilosidades, denominadas vilosidades livres ou terminais, têm como função realizar a troca de nutrientes. O embrião está ligado ao córtex trofoblástico por um pedúnculo de ligação estreito que se desenvolve no cordão umbilical para ligar a placenta ao embrião.
As artérias de folha caduca remodelam-se para aumentar o fluxo sanguíneo materno nos espaços intervilosos da placenta, permitindo a troca gasosa respiratória e a transferência de nutrientes para o embrião. Os resíduos do embrião difundem-se através da placenta.
À medida que o sinciotrofoblasto começa a penetrar na parede uterina, desenvolve-se também a massa celular interna (embrioblasto). A massa celular interna é a fonte das células estaminais embrionárias, que são pluripotentes e podem desenvolver-se em qualquer uma das células das três camadas germinativas.

### Disco embrionário
O embrioblasto forma um disco embrionário que é um disco bilaminar com duas camadas, uma camada superior denominada epiblasto (ectoderme primitivo) e uma camada inferior denominada hipoblasto (endoderma primitivo). O disco estende-se entre o que se tornará a cavidade amniótica e o saco vitelínico. O epiblasto é contíguo ao trofoblasto e é constituído por células colunares; O hipoblasto está muito próximo da cavidade do blastocisto e é composto por células cuboidais. O epiblasto migra do trofoblasto para baixo, formando a cavidade amniótica, cujo revestimento é formado por amnioblastos originários do epiblasto. O hipoblasto é empurrado para baixo e forma o revestimento do saco vitelínico (cavidade exocelómica). Algumas células do hipoblasto migram ao longo do revestimento citotrofoblástico interno do blastocele, segregando uma matriz extracelular à medida que passam. Estas células hipoblásticas e a matriz extracelular são designadas por membrana de Heuser (ou membrana exocelómica) e cobrem a blastocele para formar o saco vitelínico (ou cavidade exocelómica). As células epiblásticas migram ao longo dos bordos externos deste retículo e formam o "mesoderme extraembrionário", o que altera o retículo extraembrionário. Pouco tempo depois, formam-se bolsas no retículo, que acabam por se fundir para formar a cavidade coriónica ou celoma extra-embrionário.

## Gastrulação

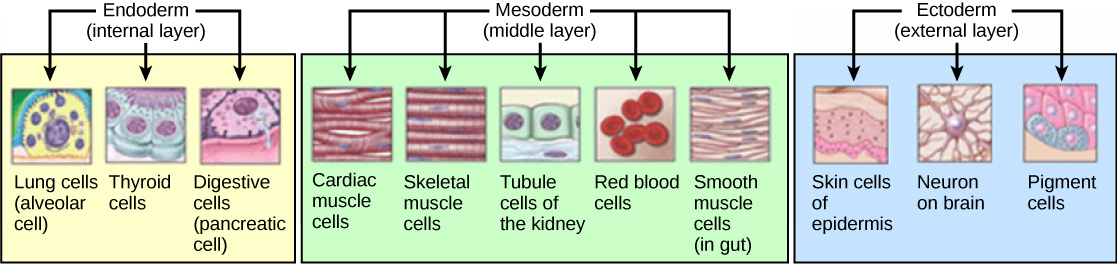
Histogénese das três camadas germinativas.

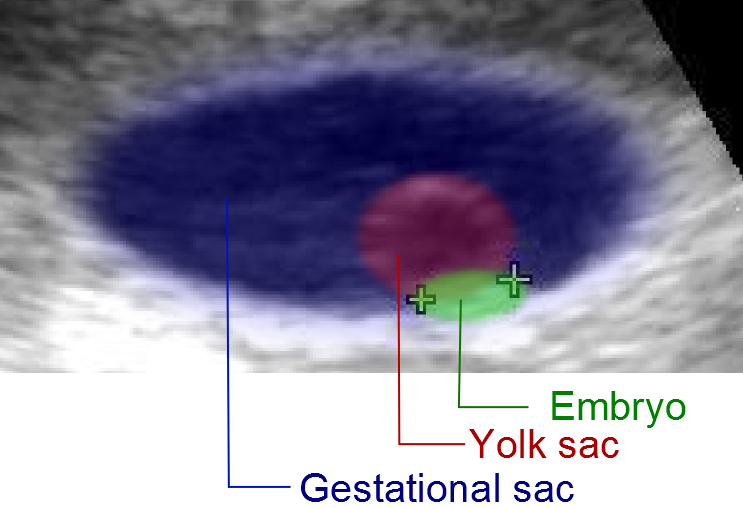
Imagem com cores artificiais que mostra o saco gestacional, o saco vitelínico e o embrião (que mede 3 mm na 5ª semana).

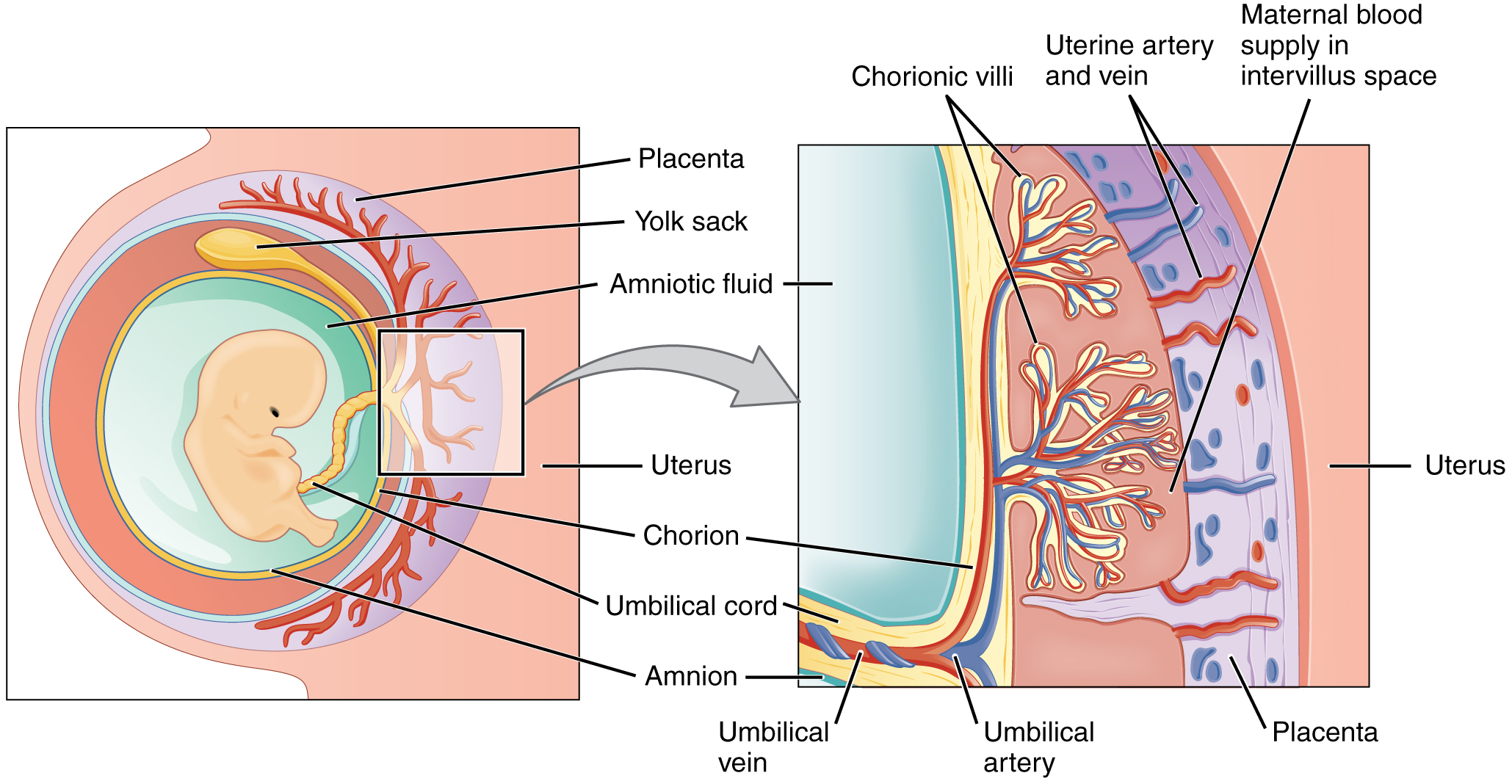
Embrião ligado à placenta na cavidade amniótica

Surge agora a linha primitiva, que é uma faixa linear de células formada pelo epiblasto migratório, e esta assinala o início da gastrulação, que ocorre por volta do 17º dia (3ª semana) após a fecundação. O processo de gastrulação reorganiza o embrião de duas camadas numa de três camadas e dá também ao embrião a sua orientação específica cabeça-nádega e frente-dorsal, através da linha primitiva que estabelece a simetria bilateral. Forma-se um nódulo primitivo oposto à linha primitiva que é o organizador da neurulação. Uma fossa primitiva é formada como uma depressão no centro do nó primitivo, ligando-se à notocorda, que se localiza logo abaixo. O nódulo teve origem no epiblasto do pavimento da cavidade amniótica e induz a formação da placa neural, que serve de base para a formação do sistema nervoso. A placa neural forma-se à frente da linha primitiva a partir do tecido ectodérmico, que engrossa e achata para formar a placa neural. O epiblasto nessa região move-se para baixo em direção à linha primitiva no local da linha primitiva, onde ocorre um processo denominado ingresso, resultando na formação do mesoderma. Esta invasão faz com que as células do epiblasto se movam em direção à linha primitiva numa transição epitelial-mesenquimal; As células epiteliais transformam-se em células estaminais mesenquimais, que são células multipotentes estromais que podem diferenciar-se em vários tipos de células. O hipoblasto é empurrado para o lado e continua a formar o âmnio. O epiblasto continua a mover-se e forma uma segunda camada, o mesoderma. O epiblasto diferenciou-se agora nas três camadas germinativas do embrião, pelo que o antigo disco bilaminar é agora um disco trilaminar chamado gástrula.
As três camadas germinativas são o ectoderme, o mesoderme e o endoderme e têm a forma de três discos planos sobrepostos. A partir destas três camadas, todas as estruturas e órgãos do corpo serão derivados através dos processos de somitogénese, histogénese e organogénese. O endoderma embrionário é formado pela invaginação de células do epiblasto que migram para o hipoblasto, enquanto o mesoderma é formado por células que se desenvolvem entre o epiblasto e o endoderma. In general, all germ layers derive from the epiblast. A capa superior ou ectoderma dará lugar á capa mais externa da pele, os sistemas nervosos central e periférico, os olhos, ouvido interno e muitos tecidos conectivos. A camada intermédia ou mesoderma dará origem ao coração e ao início do sistema circulatório, bem como aos ossos, músculos e rins. A camada interna ou endoderme servirá de ponto de partida para o desenvolvimento dos pulmões, intestino, tiroide, pâncreas e bexiga urinária.
Após a entrada, desenvolve-se um blastóporo no local onde as células entraram, num dos lados do embrião, e aprofunda-se no arquêntero, que é a primeira fase da formação do tubo digestivo. Como em todos os animais deuterostómicos, o blastóporo transforma-se no ânus, enquanto o tubo digestivo faz um túnel através do embrião até ao outro lado, onde se forma a abertura da boca. Uma vez formado um tubo digestivo funcional, a gastrulação pode ser considerada completa e a fase seguinte, neurulação, pode iniciar-se.

## Neurulação

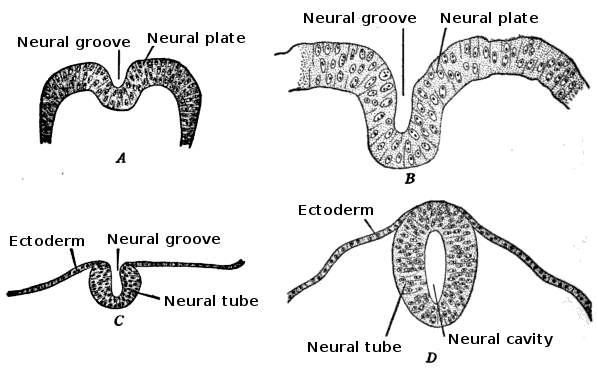

Placa neural

Despois da gastrulação, o ectoderma dá lugar ao tecido neural e epitelial e a gástrula denomina-se agora néurula. A placa neural, que se formou como uma placa espessada do ectoderme, continua a alargar-se e as suas extremidades começam a dobrar-se para a frente, formando as pregas neurais. Este processo de dobramento pelo qual a placa neural se transforma no tubo neural é designado por neurulação, e ocorre durante a 4ª semana. Dobram-se ao longo de um sulco neural pouco profundo, que se formou como uma divisão da linha média da placa neural. Isto torna-se mais profundo e a dobra continua até que as bordas subam, se encontrem e se juntem. As células que migram através da parte mais cranial da linha primitiva formam o mesoderme paraxial, que dará origem aos somitómeros, que no processo de somitogénese se diferenciarão em somitos, que formarão o esclerótomo, o sindétomo, ou
miótomo e o dermátomo que dará origem às cartilagens e ossos, tendões, derme (pele) e músculos. O mesoderma intermédio dá origem ao trato urogenital e é constituído por células que migram da região média da linha primitiva. Outras células migram pela parte caudal da linha primitiva e formam o mesoderma lateral, sendo que as células que migraram pela parte mais caudal contribuem para a formação do mesoderma extra-embrionário.
O disco embrionário começa plano e arredondado, mas acaba por se alongar e adquire uma parte cefálica mais larga e uma extremidade caudal mais estreita. Inicialmente, a linha primitiva estende-se cefalicamente e 18 dias após a fecundação recua caudalmente até desaparecer. Na porção cefálica, a camada germinativa apresenta diferenciação específica no início da 4ª semana, enquanto que na porção caudal surge no final da 4ª semana. Os neuroporos cranianos e caudais tornam-se progressivamente mais pequenos até se fecharem completamente (por volta do dia 26) formando o tubo neural.

## Desenvolvimento do sistema nervoso
Ao final da 4ª semana, a parte superior do tubo neural flexiónase ao nivel do futuro cerebro medio, o mesencéfalo. Sobre o mesencéfalo está o prosencéfalo (futuro cérebro anterior) e baixo el está o rombencéfalo (futuro cérebro posterior).
A vesícula óptica (que finalmente originará o nervo óptico, retina e iris) forma-se na placa basal do prosencéfalo. A placa alar do prosencéfalo expande-se para formar os hemisférios cerebrais (o telencéfalo), enquanto que a sua placa basal converte-se no diencéfalo. Finalmente, a vesícula óptica cresce para formar um crescimento de tecido óptico.

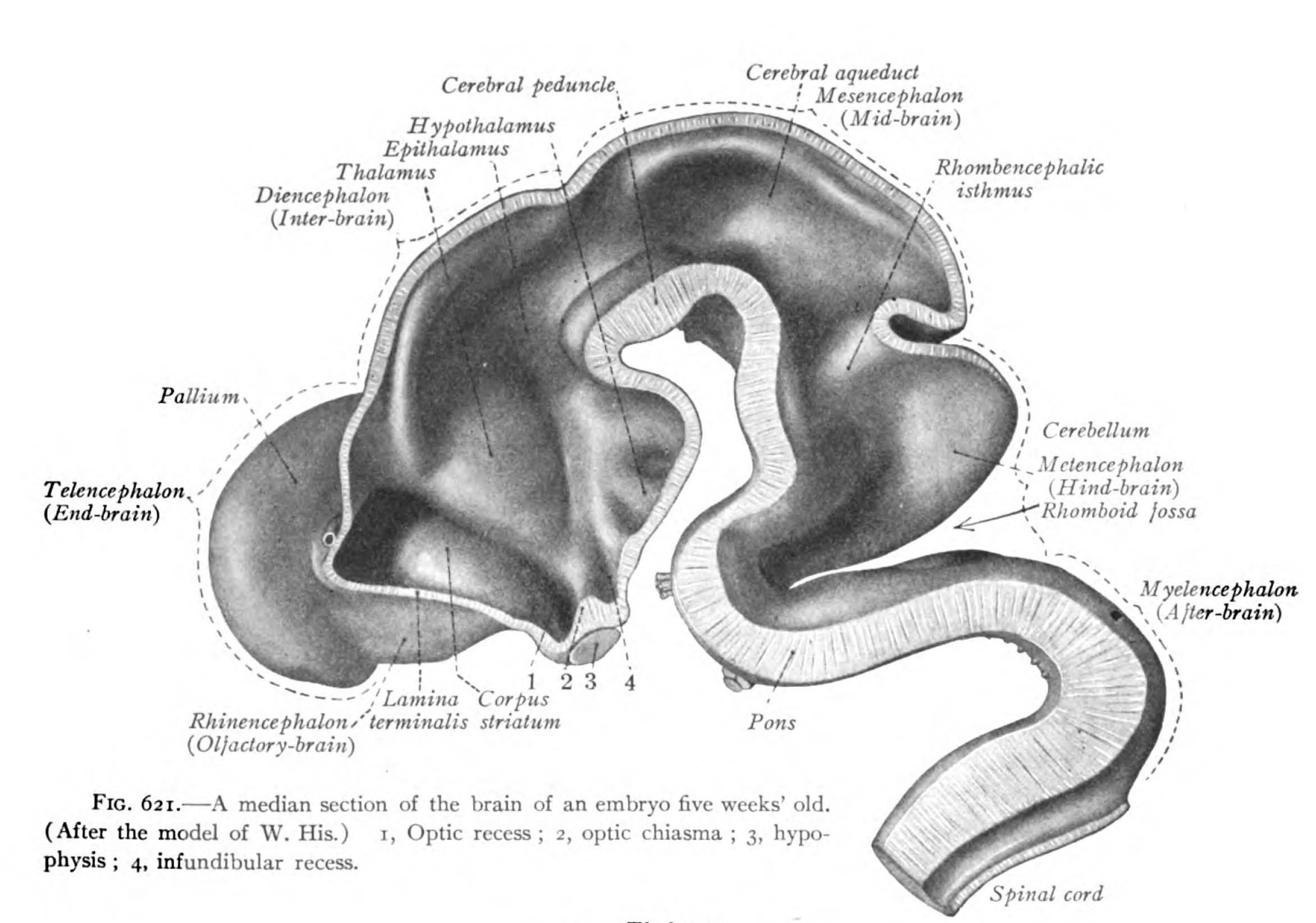
Medula espinal ás 5 semanas

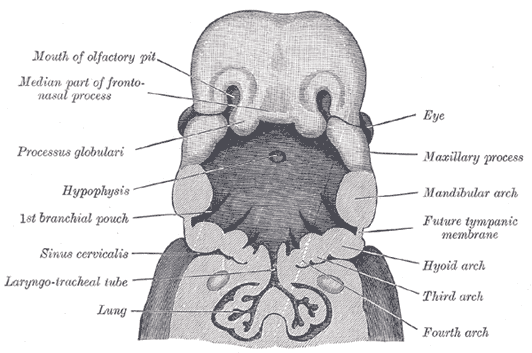
Cabeça e pescoço aos 32 dias

### Neurogénese
As células da crista neural cranial migram para os arcos faríngeos como células estaminais neurais, onde se desenvolvem durante o processo de neurogénese dando origem aos neurónios.

## Desenvolvimento das células sanguíneas
As células estaminais hematopoiéticas que dão origem a todas as células sanguíneas desenvolvem-se a partir do mesoderma.

## Organogénese
O desenvolvimento dos órgãos inicia-se durante o período entre a 3ª e a 8ª semana da embriogénese.

### Desenvolvimento do coração e do sistema circulatório

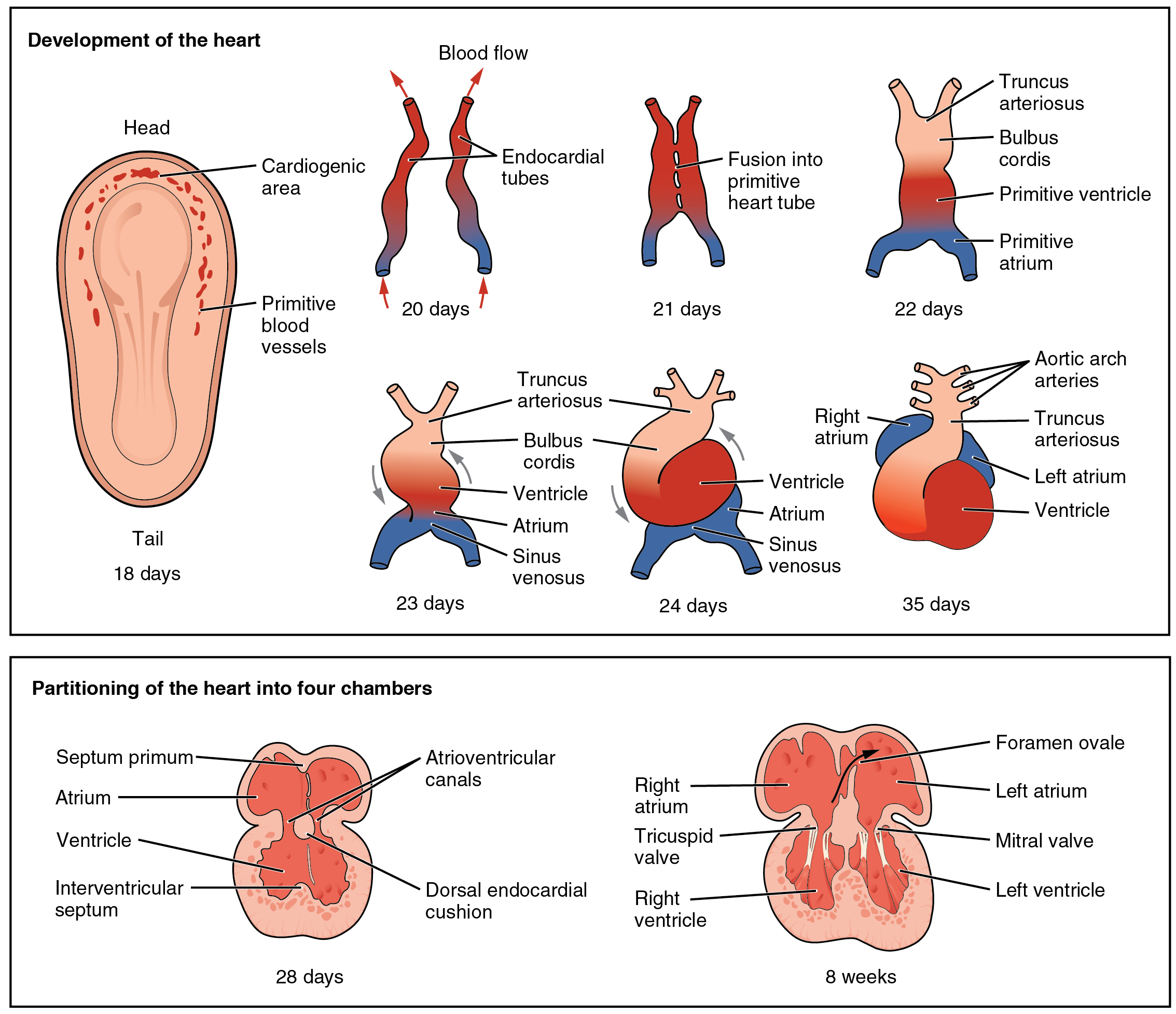

O coração é o primeiro órgão funcional a desenvolver-se e começa a bater e a bombear sangue por volta do 21º ou 22º dia. Os mioblastos cardíacos e as ilhas de sangue no mesênquima e splacnopleural em ambos os lados da placa neural dão origem à região cardiogénica.:165 Esta é uma área em forma de ferradura localizada perto da cabeça do embrião. No dia 19, ao receber sinalização celular, começam a formar-se dois filamentos em forma de tubo nesta região, ao mesmo tempo que se desenvolve um lúmen no seu interior. Estes dois tubos endocárdicos crescem e, ao 21º dia, migram um em direção ao outro e fundem-se para formar um único tubo cardíaco primitivo, denominado coração tubular. Isto é possível devido à dobradura do embrião que impulsiona os tubos para dentro da cavidade torácica.
Além disso, ao mesmo tempo que os tubos se estão a formar, inicia-se a vasculogénese (o desenvolvimento do sistema circulatório). Este começa no dia 18 com as células do mesoderma esplancnopleural a diferenciarem-se em angioblastos que se desenvolvem em células endoteliais achatadas. Unem-se para formar pequenas vesículas chamadas angiocistos, que se juntam para formar longos vasos chamados cordões angioblásticos. Estes cordões desenvolvem-se numa rede generalizada de plexos que formarão a rede vascular. Esta rede cresce por evaginação e formação adicional de novos vasos no processo de angiogénese.
O coração tubular forma rapidamente cinco regiões diferenciadas. Da cabeça à cauda, são: infundíbulo, bulbo cardíaco, ventrículo primitivo, auricola primitiva e seio venoso. Inicialmente, todo o sangue venoso flui para o seio venoso e é impulsionado da cauda para a cabeça em direção ao truncus arteriosus. Este divide-se para formar a aorta e a artéria pulmonar; o bulbo cardíaco desenvolve-se no ventrículo direito (primitivo); o ventrículo primitivo forma o ventrículo esquerdo; a auricola primitiva transforma-se nas partes frontais das aurícolas esquerda e direita e nos seus apêndices, e o seio venoso desenvolve-se na parte posterior do aurícola direito, o nó sinoatrial e o seio coronário.
A prega cardíaca começa a moldar o coração como um dos processos de morfogénese, e esta é concluída no final da 4ª semana. Este processo envolve morte celular programada (apoptose) nas superfícies que se unem, permitindo que a sua fusão ocorra.
Em meados da 4ª semana, o seio venoso recebe sangue de três grandes veias: a veia vitelina, a veia umbilical e a veia cardinal comum.
Durante os dois primeiros meses de desenvolvimento, o septo interatrial começa a formar-se. Este septo divide a auricola primitiva em aurícola esquerda e direita. Primeiro, começa como um pedaço de tecido em forma de crescente que cresce para baixo para formar o primeiro septo ou partição (septum primum). O formato crescente impede o fecho completo dos aurícolas, permitindo que o sangue seja desviado do aurícola direito para o esquerdo através de uma abertura denominada ostium primum (primeiro orifício). Este fecha com o desenvolvimento subsequente do sistema, mas antes de fechar, uma segunda abertura (o ostium secundum ou segundo orifício) começa a formar-se no aurícola superior, permitindo que o desvio de sangue continue.
À direita do septum primum, começa a formar-se um segundo septo (o septum secundum). Isto deixa também uma pequena abertura, o forame oval, que é contínua com a abertura anterior do ostium secundum. O septum primum está reduzido a uma pequena aba que actua como válvula para o forame oval e aí permanece até se fechar ao nascimento. Entre os ventrículos forma-se também o septo inferior, que se desenvolve no septo muscular ou septo interventricular.

## Desenvolvimento do rosto e pescoço
Da 3ª à 8ª semana o rosto e o pescoço desenvolvem-se.

## Desenvolvimento das extremidades
Na 4ª semana começa o desenvolvimento das extremidades.

## Importância clínica
A exposição a toxinas durante as fases germinativas pode causar morte pré-natal por aborto, mas não causa defeitos de desenvolvimento. No entanto, a exposição a toxinas no período embrionário pode ser a causa de malformações congénitas significativas, uma vez que os precursores da maioria dos sistemas orgânicos estão a desenvolver-se nesta fase.
Cada célula do embrião pré-implantação tem o potencial de formar todos os tipos de células no embrião em desenvolvimento. Esta potência celular significa que algumas células podem ser removidas do embrião pré-implantação e as células restantes compensarão a sua ausência. Isto permite o desenvolvimento de uma técnica denominada diagnóstico genético pré-implantação, na qual um pequeno número de células pode ser extraído do embrião pré-implantação criado por fertilização in vitro para uma biópsia e submetido a diagnóstico genético. Isto permite que os embriões que não são afectados por uma doença genética específica sejam seleccionados e depois transferidos para o útero da mãe.
Pensa-se que teratoma sacrococcígeo, que são tumores compostos por diferentes tipos de tecido, estão relacionados com resquícios da linha primitiva, que normalmente deveria desaparecer. 
A Espinha bífida é uma doença congénita que resulta do fecho incompleto do tubo neural.
infecções transmitidas verticalmente são aquelas que podem ser transmitidas da mãe para o feto em qualquer fase do seu desenvolvimento pré-natal, podendo afectar o embrião.
A hipóxia é uma condição de fornecimento inadequado de oxigénio que pode ser uma consequência grave do parto prematuro.

## Galeria

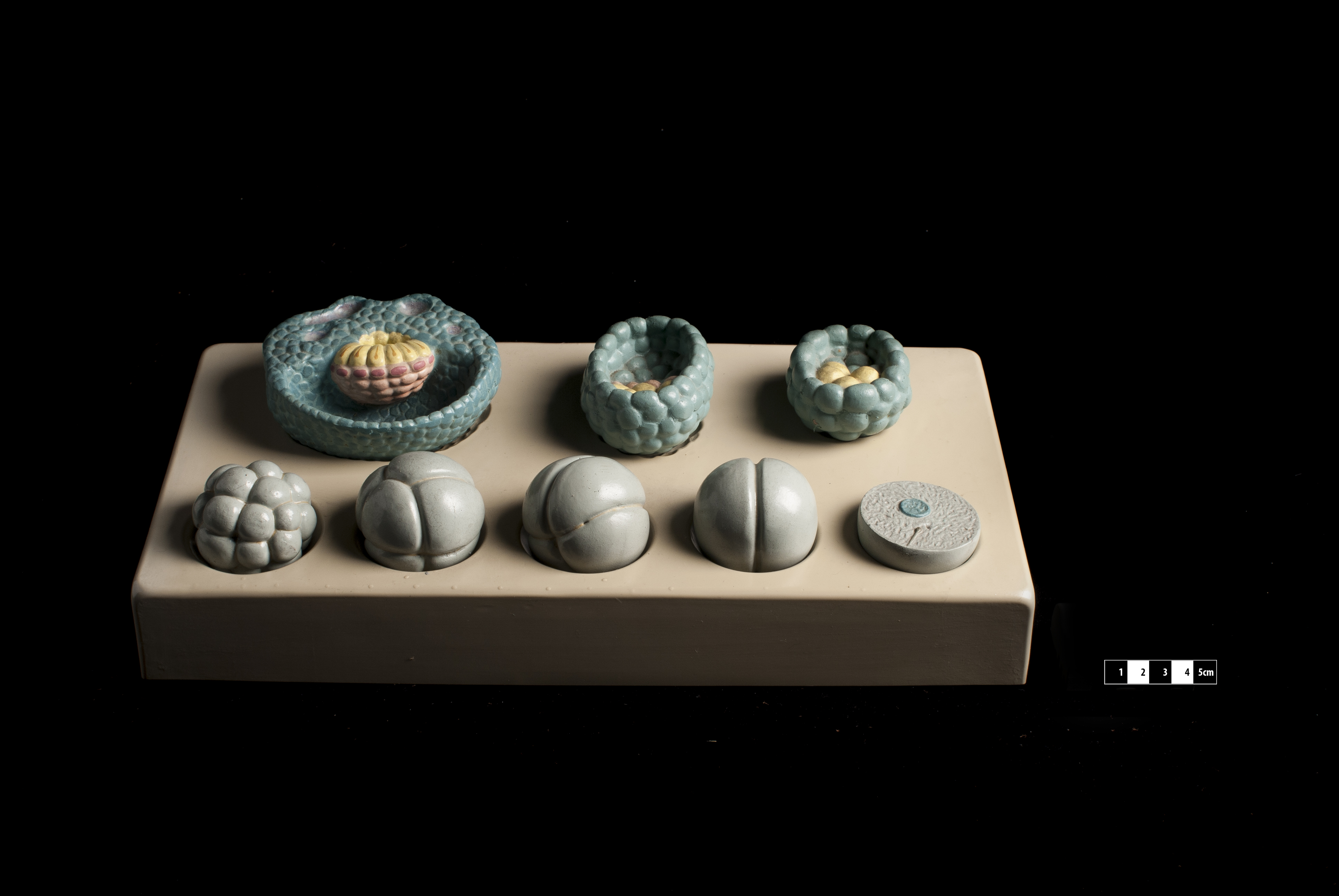
Representação dos diferentes estádios da embriogénese
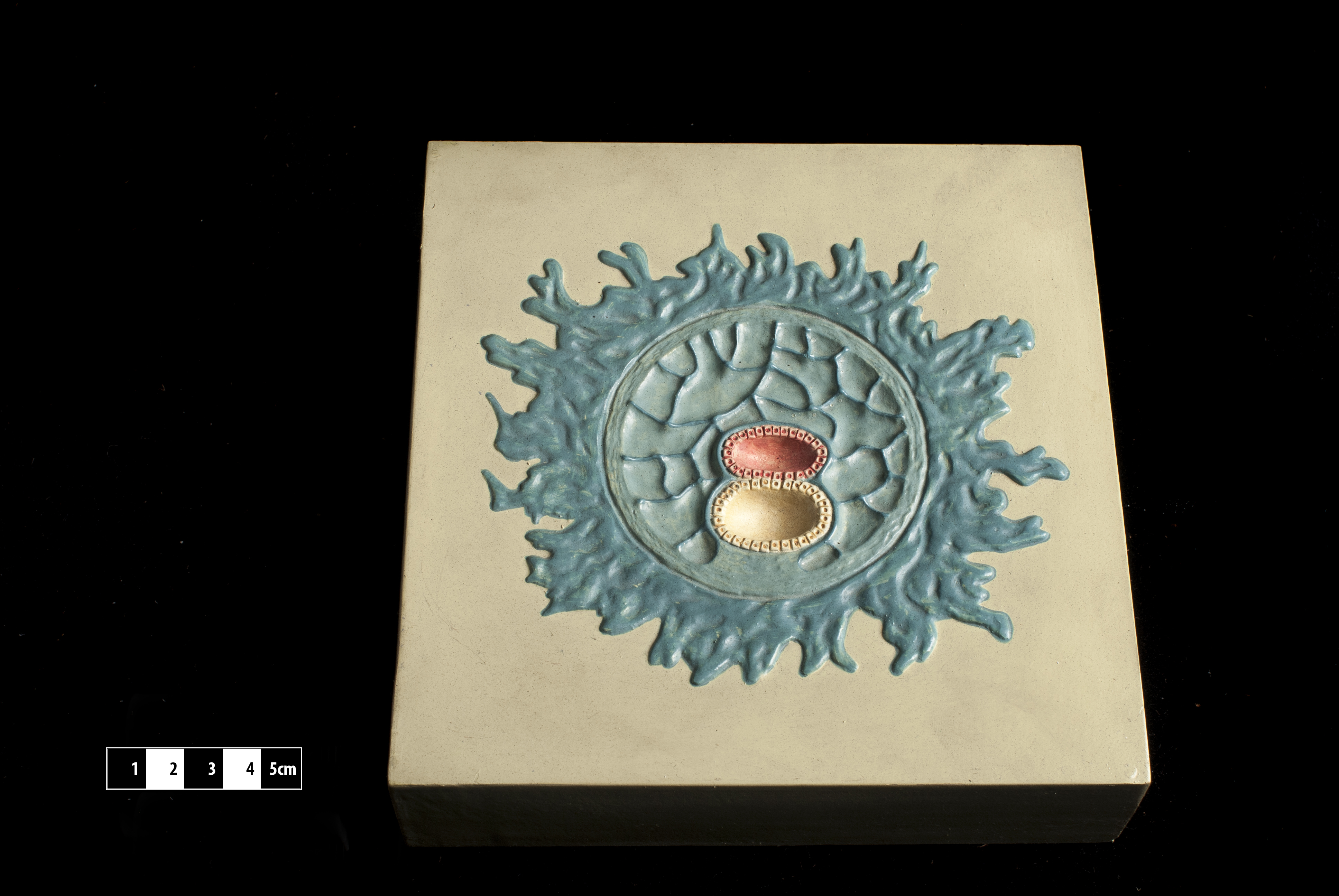
Etapas iniciais do processo da gastrulação
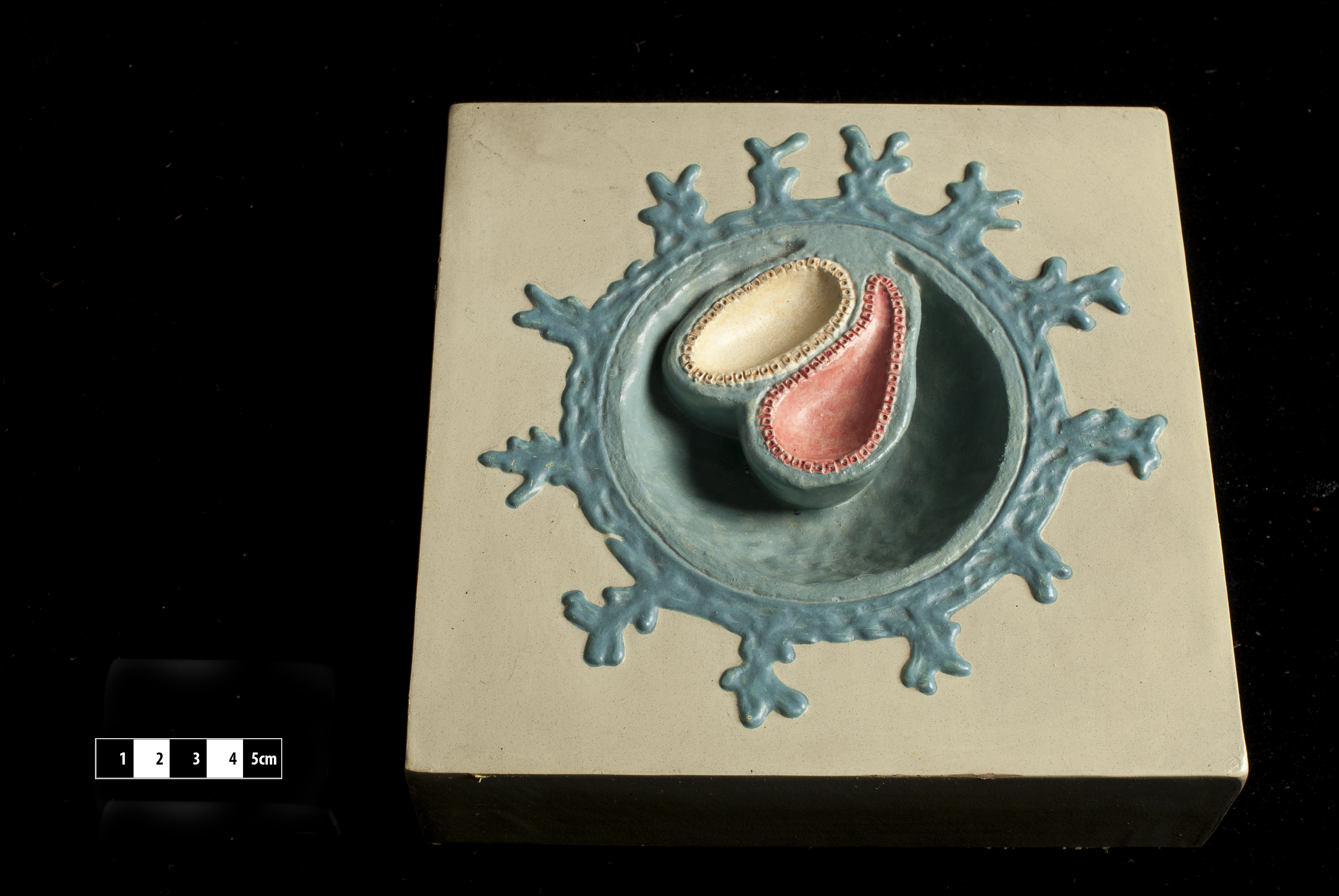
Fase da gastrulação
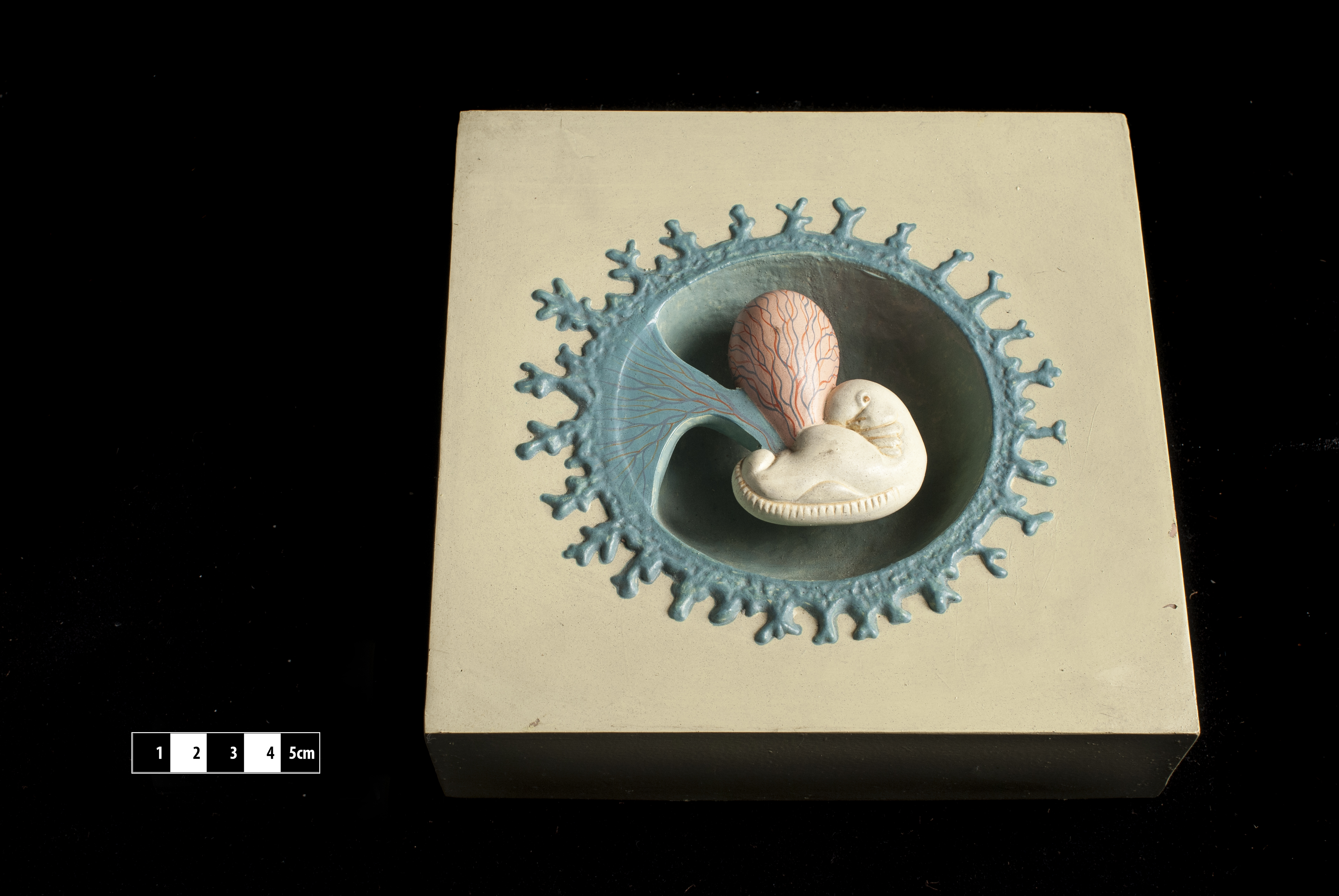
Representação do embrião
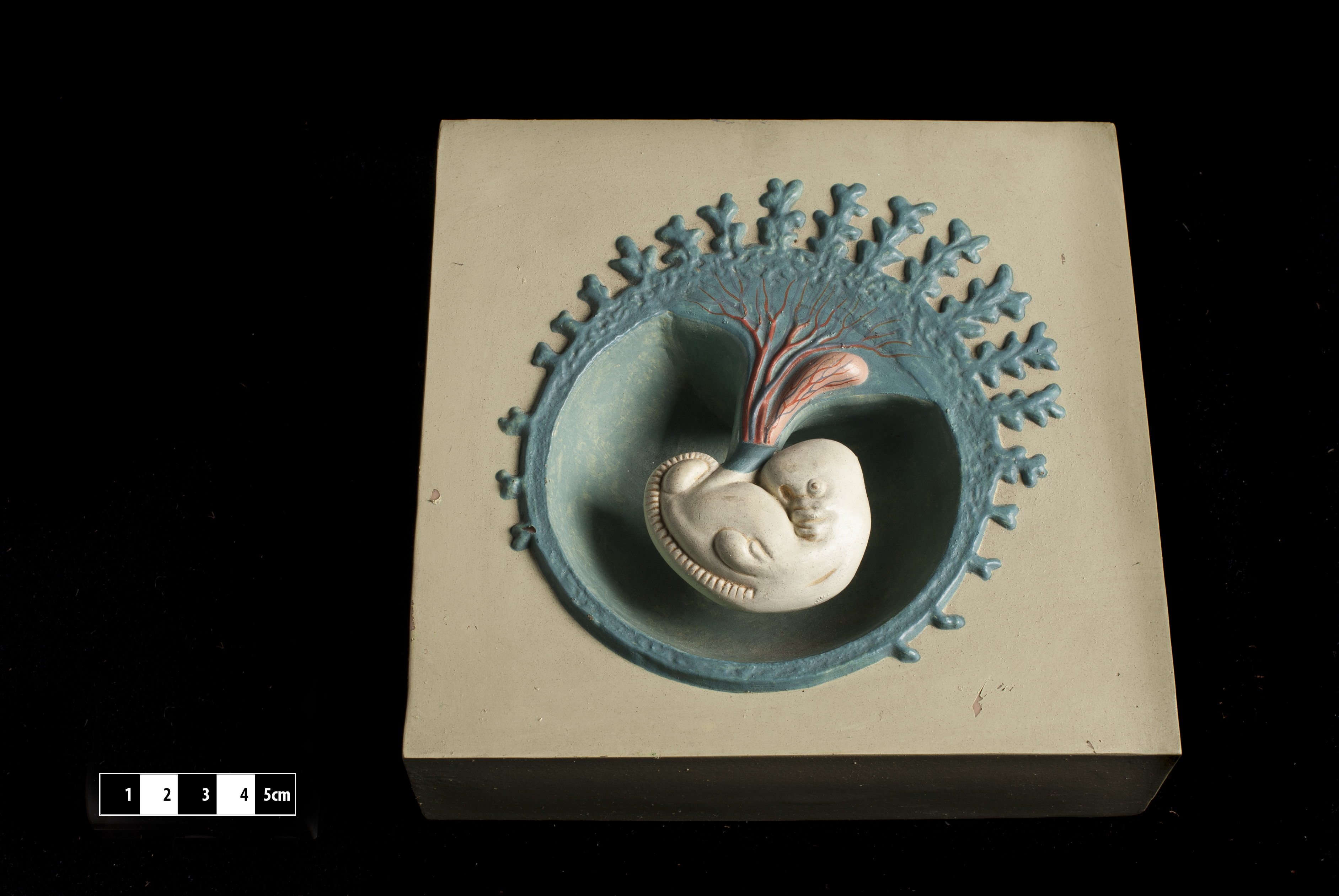
Representação do embrião